# Lac Bafa
Pour les articles homonymes, voir Bafa.
Le lac Bafa est au sud-ouest de la province d'Aydın dans le district de Milas et au nord-ouest de la province de Muğla dans le district de Söke.

## Présentation

Position du lac Bafa à l'embouchure du Méandre et étapes de sa formation.

Pendant l'Antiquité c'était un golfe de la mer Égée. Les alluvions amenés par le Méandre en ont obstrué l'entrée et ont formé le lac actuel. Ce golfe et le lac ont été appelés golfe et lac du Latmos du nom antique du massif montagneux qui le domine à l'est (en grec : Λάτμος, en turc : Beşparmak Dağı, Monts des cinq doigts). 
Au Ier siècle, c'est encore un golfe, Strabon décrit le site ainsi :

« Vient ensuite le golfe Latmique, et, à l'intérieur du golfe, la petite ville d'Héraclée-sous-Latmos, laquelle possède un bon mouillage. Primitivement, Héraclée s'appelait Latmos, tout comme la montagne qui la domine. »

— Strabon, « Géographie, Livre XIV, chapitre 1, L'Ionie, §8 », sur « L'antiquité grecque et latine ».